# Georg von Kees

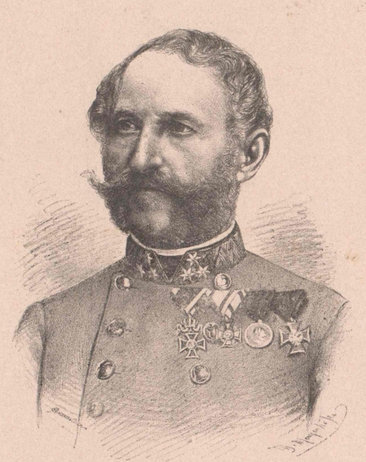
Georg von Kees (1822–1906)

Georg Ritter von Kees (* 24. November 1822 in Buda (Ofen), heute Budapest; † 9. Juli 1906 in Pezinok (Bösing), damals Österreich-Ungarn) war ein österreichischer General, Leiter der Theresianischen Militärakademie und zeitweiliger Leiter des Evidenzbüros, des militärischen Nachrichtendienstes der Donaumonarchie.

## Leben
Der Sohn eines hohen kaiserlichen Beamten wurde nach der Ausmusterung aus der Theresianischen Militärakademie zunächst einem Infanterieregiment, 1843 dann dem Generalstab zugeteilt. Er nahm unter Feldmarschall Radetzky 1848 an der Schlacht bei Custozza teil, 1849 an der Schlacht bei Novara und an der Eroberung Mailands. Den Krieg zwischen Österreich und dem Königreich Sardinien-Piemont 1859 machte Kees im Stab des Oberbefehlshabers Ferencz József Gyulay mit.
1861 wurde er in das Evidenzbüro, den österreichischen Militärgeheimdienst, versetzt, dessen Leitung er 1864 von Anton von Kalik übernahm. Damit war die Beförderung zum Oberst verbunden. Den Preußisch-Österreichischen Krieg 1866 machte er im Hauptquartier der Nord-Armee mit, die in der Schlacht bei Königgrätz vernichtend geschlagen wurde. Nach Ende des Krieges wurde gegen den Kommandanten der Nordarmee Ludwig von Benedek und einige seiner Generäle eine kriegsgerichtliche Untersuchung eingeleitet, Kees wurde als Vorstand des Evidenzbüros abgelöst und zur Infanterie versetzt.
1868 wurde Kees zum Kommandanten der Theresianischen Militärakademie in Wiener Neustadt ernannt. Nach zwei Jahren wurde er „auf eigenen Wunsch“ von dieser Stelle enthoben und übernahm diverse Kommandos in Ungarn. Mittlerweile Feldmarschallleutnant, machte er 1878 als Kommandant einer Division die Besetzung Bosniens und der Herzegowina mit. 1881 wurde er zum Militärkommandanten von Kaschau (Košice), 1882 erhielt er sein eigenes Regiment (k.u.k. Infanterie-Regiment Nr. 85). 1887 trat er im Rang eines Feldzeugmeisters in den Ruhestand.
Sein Neffe war der Direktor des Technischen Kabinetts in Wien Stephan von Keeß.

## Militärische Auszeichnungen
- Militärverdienstkreuz (1850)
- Ritterkreuz des Leopold-Ordens (1878)
- Orden der Eisernen Krone (1881)
- Großkreuz des Leopold-Ordens (1887)